# Bruno Amione
Bruno Agustín Amione (Calchaquí, Santa Fe, Argentina, 3 de enero de 2002) es un futbolista argentino. Juega como defensor en el Club Santos Laguna de la Primera División de México. Es internacional con la Selección de fútbol sub-23 de Argentina desde 2024.

## Trayectoria
Debutó profesionalmente por Belgrano en la B Nacional el 29 de septiembre de 2019 contra Independiente Rivadavia.
Fue incluido en la lista "Next generation 2019" del diario The Guardian.

## Selección nacional
Es internacional juvenil por la selección de Argentina. Formó parte del plantel sub-15 que ganó el Campeonato Sudamericano de Fútbol Sub-15 de 2017, Amione anotó el gol de la victoria 3-2 sobre Brasil al minuto 74.

#### Participaciones en Juegos Olímpicos
| Torneo                | Sede  | Resultado        | Partidos | Goles |
| --------------------- | ----- | ---------------- | -------- | ----- |
| Juegos Olímpicos 2024 | París | Cuartos de final | 4        | 0     |

## Estadísticas
Actualizado al último partido disputado el 15 de marzo de 2020.
| Club                     | Div.          | Temporada     | Liga  | Liga  | Copas nacionales | Copas nacionales | Copas internacionales | Copas internacionales | Total | Total |
| Club                     | Div.          | Temporada     | Part. | Goles | Part.            | Goles            | Part.                 | Goles                 | Part. | Goles |
| ------------------------ | ------------- | ------------- | ----- | ----- | ---------------- | ---------------- | --------------------- | --------------------- | ----- | ----- |
| C. A. Belgrano Argentina | 2.ª           | 2019-20       | 8     | 0     | 0                | 0                | -                     | -                     | 8     | 0     |
| C. A. Belgrano Argentina | Total club    | Total club    | 8     | 0     | 0                | 0                | 0                     | 0                     | 8     | 0     |
| Hellas Verona · Italia   | 1.ª           | 2020-21       | 0     | 0     | 1                | 0                | -                     | -                     | 1     | 0     |
| Hellas Verona · Italia   | Total club    | Total club    | 0     | 0     | 1                | 0                | 0                     | 0                     | 1     | 0     |
| Total carrera            | Total carrera | Total carrera | 8     | 0     | 1                | 0                | 0                     | 0                     | 9     | 0     |

## Palmarés

### Campeonatos internacionales
| Título              | Club             | Sede  | Año  |
| ------------------- | ---------------- | ----- | ---- |
| Sudamericano Sub-15 | Argentina sub-15 | Chile | 2017 |
| Sudamericano Sub-17 | Argentina sub-17 | Perú  | 2019 |